# The Children (película de 1980)
The Children (también conocida como The Children of Ravensback ) es una película de terror estadounidense de 1980, dirigida por Max Kalmanowicz y protagonizada por Martin Shakar , Gil Rogers y Gale Garnett . 
La película se basa en grupo de cinco niños en un pequeño pueblo de Nueva Inglaterra cuando se transforman en zombis que, después de estar expuestos a los desechos de una planta nuclear , calientan en el microondas cualquier ser vivo que tocan.
Desde su lanzamiento, la película recibió críticas generalmente negativas.

## Reparto
- Martin Shakar como John Freemont
- Gil Rogers como Billy Hart
- Gale Garnett como Cathy Freemont
- Shannon Bolin como Molly
- Tracy Griswold como Deputy Harry Timmons
- Joy Glaccum como Suzie MacKenzie
- Jeptha Evans como Paul MacKenzie
- Clara Evans como Jenny Freemont
- Sarah Albright como Ellen Chandler
- Nathanael Albright como Tommy Button
- Julie Carrier coml Janet Shore
- Michelle Le Mothe como el Dr. Joyce Gould
- Edward Terry como Hank
- Peter Maloney como Frank
- Jessie Abrams como Clarkie Freemont
- Rita Montone como Dee Dee Shore
- John P. Codiglia como Jackson Lane

## Recepción

### Crítica
Tras su estreno en cines en 1980, The Children recibió críticas generalmente negativas. Los Angeles Times la calificó de "película despreciable" que "apesta a una aversión desagradable y mal definida hacia la humanidad".